# Mendoncia zarucchii
Mendoncia zarucchii är en akantusväxtart som beskrevs av D.C. Wasshausen. Mendoncia zarucchii ingår i släktet Mendoncia och familjen akantusväxter. Inga underarter finns listade i Catalogue of Life.